# Moritz Scholtz
Moritz (Maurycy) Scholtz – litograf i fotograf (dagerotypista), jeden z pierwszych działających w Warszawie.
Obok Andrzeja Radwańskiego, Marcina Zaleskiego, Adama Prażmowskiego i Antonina Wysockiego należy do najwcześniej działających w Warszawie i znanych z nazwiska dagerotypistów. Spośród nich Scholtz jest pierwszym, którego prace znane są do dziś, choć nie w formie oryginalnych dagerotypów, ale ich graficznych reprodukcji. Od sierpnia 1840 r. w zamieszczanych w warszawskiej prasie ogłoszeniach Scholtz informował o możliwości zaprenumerowania serii dwunastu litografowanych Widoków Warszawy jego autorstwa. Grafiki te zachowały się do dziś w zbiorach kilku instytucji; przedstawiają one: 1. ratusz, 2. Łazienki, 3. Pl. Krasińskich, 4. Królikarnię, 5. Bank, 6. Wilanów, 7. Teatr Wielki, 8. Natolin, 9. Obserwatorium Astronomiczne, 10. Pragę, 11. Plac Saski, 12. widok lewobrzeżnej Warszawy. Cztery ostatnie spośród nich opatrzone są napisem Daguerréotype, dzięki czemu (oraz ogłoszeniom prasowym) wiadomo, że wykonane zostały na podstawie dagerotypów. Ich autorem był najprawdopodobniej sam Scholtz. W prasie zapowiedział wykonanie drugiej serii Widoków z dwoma widokami miasta także opartymi na dagerotypach, jednak nie została ona zrealizowana.
Scholtz wykonywał także dagerotypy portretowe, o czym również informował w prasie, zapowiadając rozpoczęcie tej działalności na maj 1842 r. W ogłoszeniach tych podawał, że fotografie wykonywane są w godz. 12-18 w ogrodzie Pałacu Namiestnikowskiego przy Krakowskim Przedmieściu, a czas naświetlania jednego zdjęcia wynosi 15-30 sekund. Od listopada fotografował w godz. 9-12 w mieszkaniu przy ul. Długiej. Wiosną 1843 r. Scholtz ponownie fotografował w ogrodzie Pałacu Namiestnikowskiego, jednak zapewne wkrótce porzucił to zajęcie i powrócił do litografii. Żadne z jego zdjęć portretowych nie jest znane.